# Ekran akustyczny

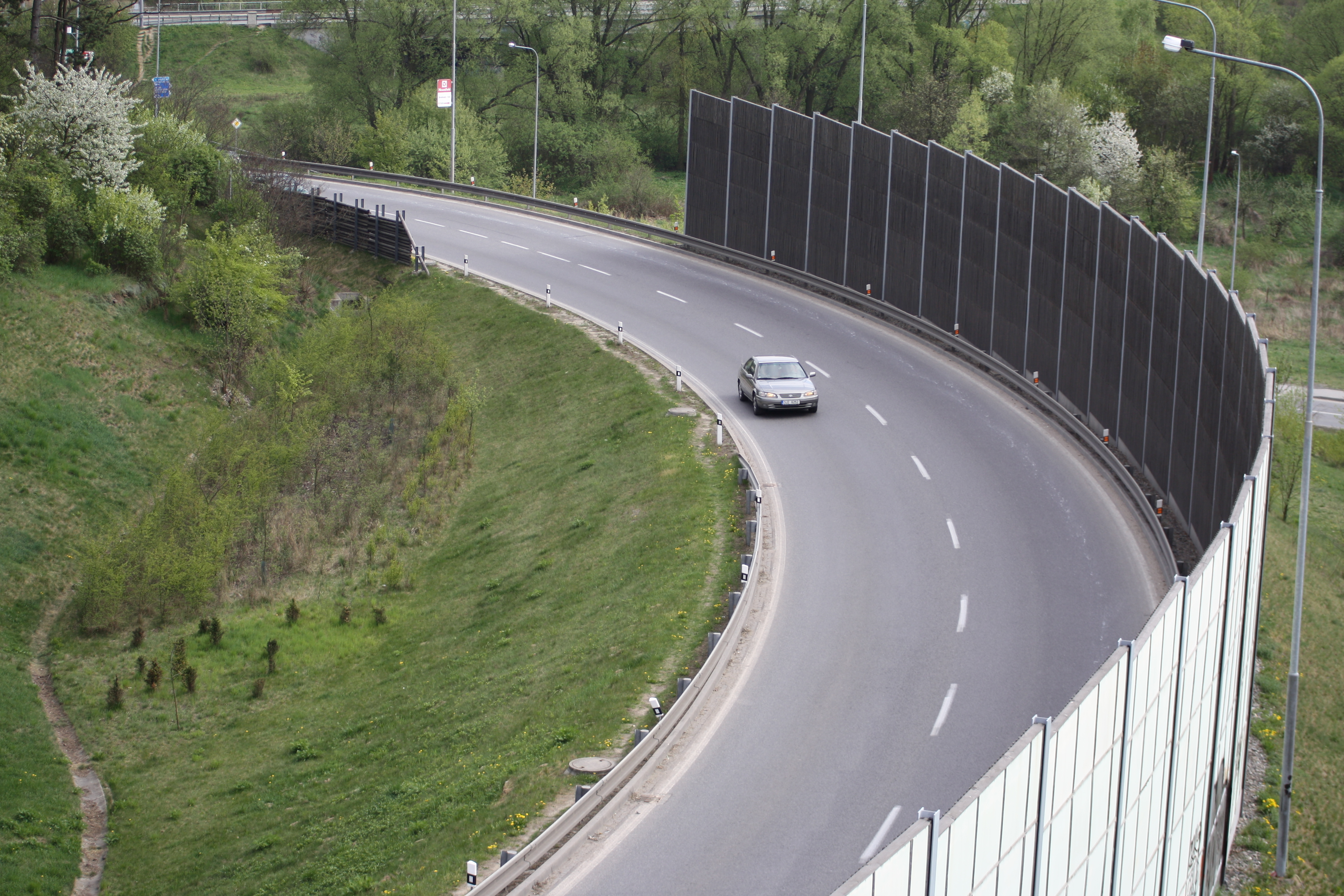
Ekran akustyczny w Třebíč, w Czechach

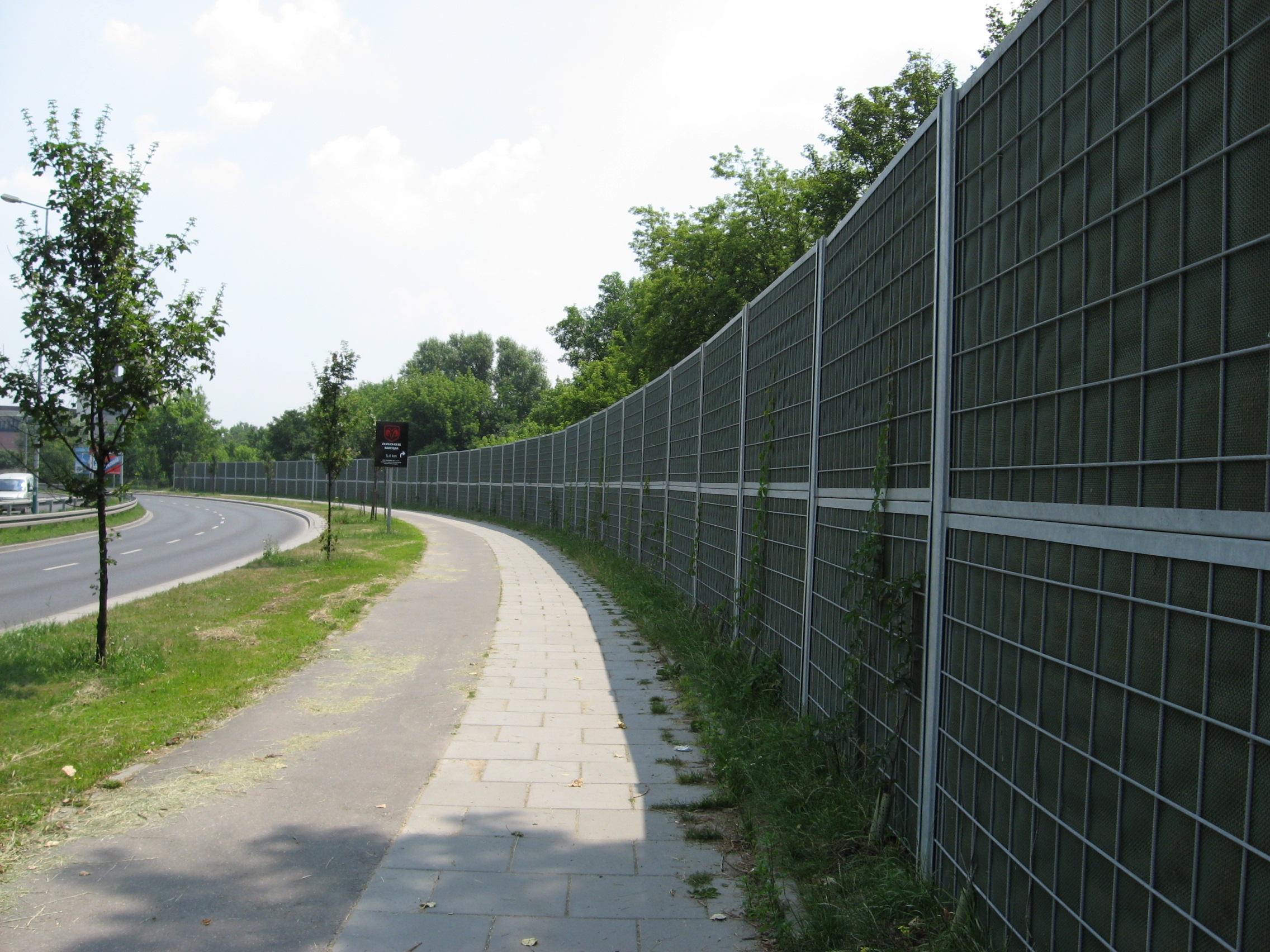
Drogowy ekran akustyczny przy ulicy Zielnej w Krakowie

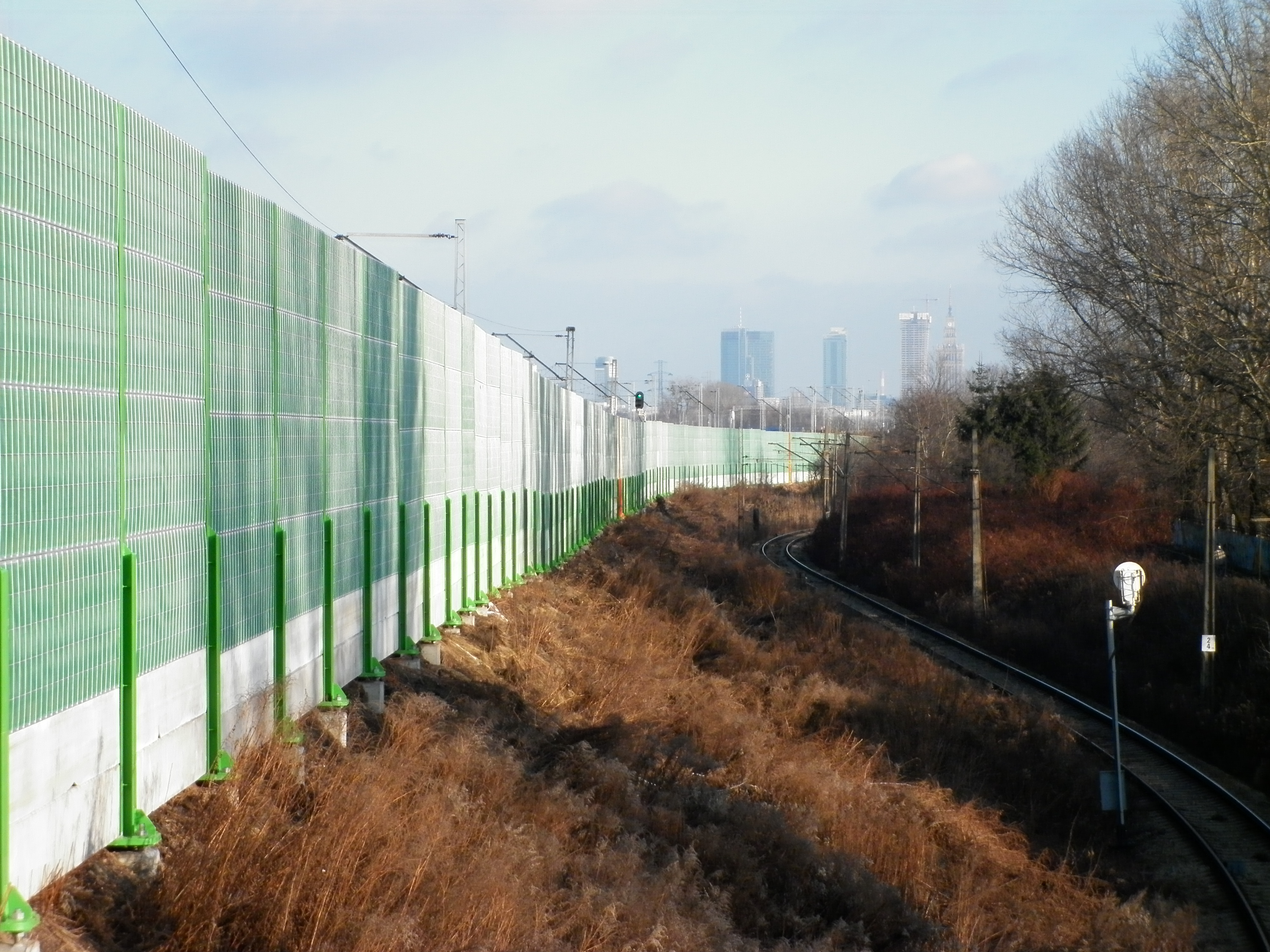
Kolejowy ekran akustyczny w warszawskich Włochach wzdłuż linii kolejowej nr 447 na wysokości Osiedla Tęczowego w Warszawie

Ekran akustyczny lub dźwiękochłonny – naturalna lub sztuczna przeszkoda, ustawiona na drodze między źródłem hałasu a punktem obserwacji, mająca na celu zredukować hałas do minimum poprzez wchłanianie i odbicie fal dźwiękowych. Za przeszkodą powstaje obszar o zmniejszonym natężeniu dźwięku zwany cieniem akustycznym. Obszar cienia wyznacza się metodami identycznymi jak obszar cienia w optyce, obszar ten jest jednak znacznie ograniczony dla fal dźwiękowych o dużej długości ze względu na ich dyfrakcję.

## Działanie
Drogowy ekran ma działać jako blocker hałasu generowanego przez pojazdy poruszające się po drodze. Dzięki temu odbiorcy hałasu znajdujący się w tzw. strefie chronionej odczuwają go w znacznie zredukowanym stopniu. Dźwięk wyemitowany przez samochód poprzez działalność silnika oraz przede wszystkim styczność opon z asfaltem przy dużej prędkości roznosi się po drodze i pobliskich obszarach. Ekrany akustyczne uniemożliwiają roznoszenie się dźwięku w poprzek i pochłaniają jego część, odbijają go w stronę źródła hałasu i na boki przeszkody, bądź odbijają go w górę od źródła hałasu, w tym przypadku w górę od drogi.

## Limity hałasu (w Polsce)
Normy środowiskowe dotyczące hałasu przemysłowego są określane w planach zagospodarowania przestrzennego wybranego obszaru działalności przedsiębiorstw. W przypadku terenów o zabudowie wielorodzinnej dopuszczalny poziom hałasu w porze dnia wynosi 55 dB i w porze nocnej 45 dB, natomiast na obszarze z zabudową jednorodzinną (w tym tereny szpitali i domów opieki społecznej) hałas nie może przekraczać 50 dB w dzień i 40 dB w nocy.
Wspomniane wyżej normy zostały również określone dla miast powyżej 100 tys. mieszkańców. W centrach dużych miast hałas nie może przekraczać 68 dB w dzień i 60 dB w nocy. Na osiedlach z zabudową wielorodzinną dopuszczalna norma to 65 dB w dzień i 56 dB w nocy, natomiast dla dzielnic z zabudową jednorodzinną jest to odpowiednio 61 dB i 56 dB.
Zdaniem WHO niekorzystne objawy zdrowotne - zmęczenie, bóle głowy, brzucha, mięśni - obserwowane są u ludzi narażonych na długotrwały hałas o sile już 55 dB. Z kolei u osób stykających się z hałasem w przedziale 60-75 dB znacznie wzrasta ryzyko zawału.

## Budowa
Ekrany akustyczne można podzielić na 3 rodzaje pod względem właściwości akustycznych:
- Pochłaniające dźwięki – pochłaniają powstałą falę dźwiękową; przy ich budowie wykorzystywane są materiały takie jak panele metalowe i aluminiowe lub drewniane wypełnione płytą trocinobetonową i wełną mineralną. Możliwe jest obsadzenie ich roślinnością.
- Odbijające dźwięki – odbijają falę dźwiękową w kierunku, z którego ta nadeszła; mogą być wykonane m.in. z poliwęglanu czy szkła akrylowego.
- Odbijająco-rozpraszające – przy wykorzystaniu zagłębień i wypustek na powierzchni tarczy odbijają i rozpraszają falę dźwiękową powodując jej osłabienie. 
W zależności od wymaganej efektywności akustycznej przy projektowaniu ekranów akustycznych uwzględnia się ich wysokość:
- Ekrany wysokie – wysokie na ok. 7 metrów; ich efektywność akustyczna waha się między 12 a 20 decybeli. Stosuje się je głównie przy budynkach wielokondygnacyjnych, np. blokach.
- Ekrany średnie – ich wysokość to ok. 5 metrów, a efektywność akustyczna nie przekracza 15 decybeli. Stosowane w ochronie niskich bloków i mieszkań. Często buduje się je odgięte do centrum hałasu.
- Ekrany małe – wysokie na 3,5 metrów; ich efektywność dochodzi do 8 decybeli. Stosuje się je w ochronie obiektów rekreacyjnych jak m.in. parki czy place zabaw.
- Ekrany bardzo małe – wysokość ok. 1 metra; ich efektywność akustyczna dochodzi do 4 decybeli. Stosuje się je przy przejazdach kolejowo-drogowych.
Często przy budowie ekranów akustycznych wykorzystuje się naturalne bądź sztuczne różnice terenu jak wykopy czy wały ziemne. Takie ekrany akustyczne są zazwyczaj budowane od razu przy budowie dróg za pomocą wykopanej w trakcie budowy ziemi.
W transporcie kolejowym używa się najniższych ekranów akustycznych z uwagi na niskie koszta budowy, rozległość infrastruktury kolejowej, główne źródło hałasu powstające w trakcie ruchu kół pojazdu szynowego po szynach, konieczność utrzymania jak najwyższej widoczności w trakcie kierowania pojazdem szynowym, ułatwienia w dojeździe do torowiska maszyn jak np. podbijarki czy maszyny do wymiany podkładów kolejowych oraz z uwagi na konieczność zachowania właściwej widoczności na przejazdach kolejowo-drogowych.

## Zielone ekrany akustyczne
Zielone ekrany akustyczne są jednym z najczęściej wykorzystywanych rozwiązań w zakresie ekranów dźwiękochłonnych. Stosowane coraz częściej w większych miastach Polski, takich jak Łódź czy Toruń, przy drogach szybkiego ruchu, torach kolejowych, w pobliżu zakładów przemysłowych oraz lotnisk. Charakteryzują się wysoką skutecznością oraz optymalnymi parametrami akustycznymi, skutecznie redukując hałas. Ich konstrukcja umożliwia porastanie pnączami roślin, w tym drzew. Najbardziej skutecznymi roślinami używanymi do redukcji poziomu hałasu są drzewa iglaste oraz żywopłoty. Są one najtańszym i najbardziej estetycznym, jednakże najmniej skutecznym pod względem redukcji hałasu sposobem; same rośliny blokują maksymalnie 0,5 decybela na metr przeszkody. Innym czynnikiem jest czas, który rośliny potrzebują, by w pełni wyrosnąć. Z tego powodu pasy zieleni łączy się z materiałowymi ekranami akustycznymi (ekrany porasta roślinność).